# Ludwig von Auer
Ludwig von Auer (* 1966 in Erlangen) ist ein deutscher Professor für Volkswirtschaftslehre. Er hat den Lehrstuhl für Finanzwissenschaft an der Universität Trier inne.

## Leben
Von Auer studierte VWL in Kiel, Edinburgh und London, bevor er 1997 in Kiel promovierte und 2002 in Magdeburg über die Methoden der Inflationsmessung habilitierte.
In der Zeit von 2002 bis 2006 vertrat er den Lehrstuhl für Internationale Wirtschaft an der Universität Magdeburg, bevor er Ende 2006 den Lehrstuhl in Chemnitz übernahm. Zum Wintersemester 2007/2008 übernahm von Auer den Lehrstuhl für Finanzwissenschaft an der Universität Trier.

## Veröffentlichungen (Auswahl)
- Ökonometrie – Eine Einführung. 8. Auflage. Springer Gabler, Wiesbaden 2023, ISBN 978-3-658-42699-6, doi:10.1007/978-3-658-42700-9.